# Szent Gudula
Szent Gudula (7. század közepe – 712? Hamme) női szent. Brüsszel, Belgium és az egyedülálló nők védőszentje. Ünnepét Brüsszelben január 8-án, Gentben – melyben a moorseli egyházmegye található – pedig január 19-én tartják.

## Élete

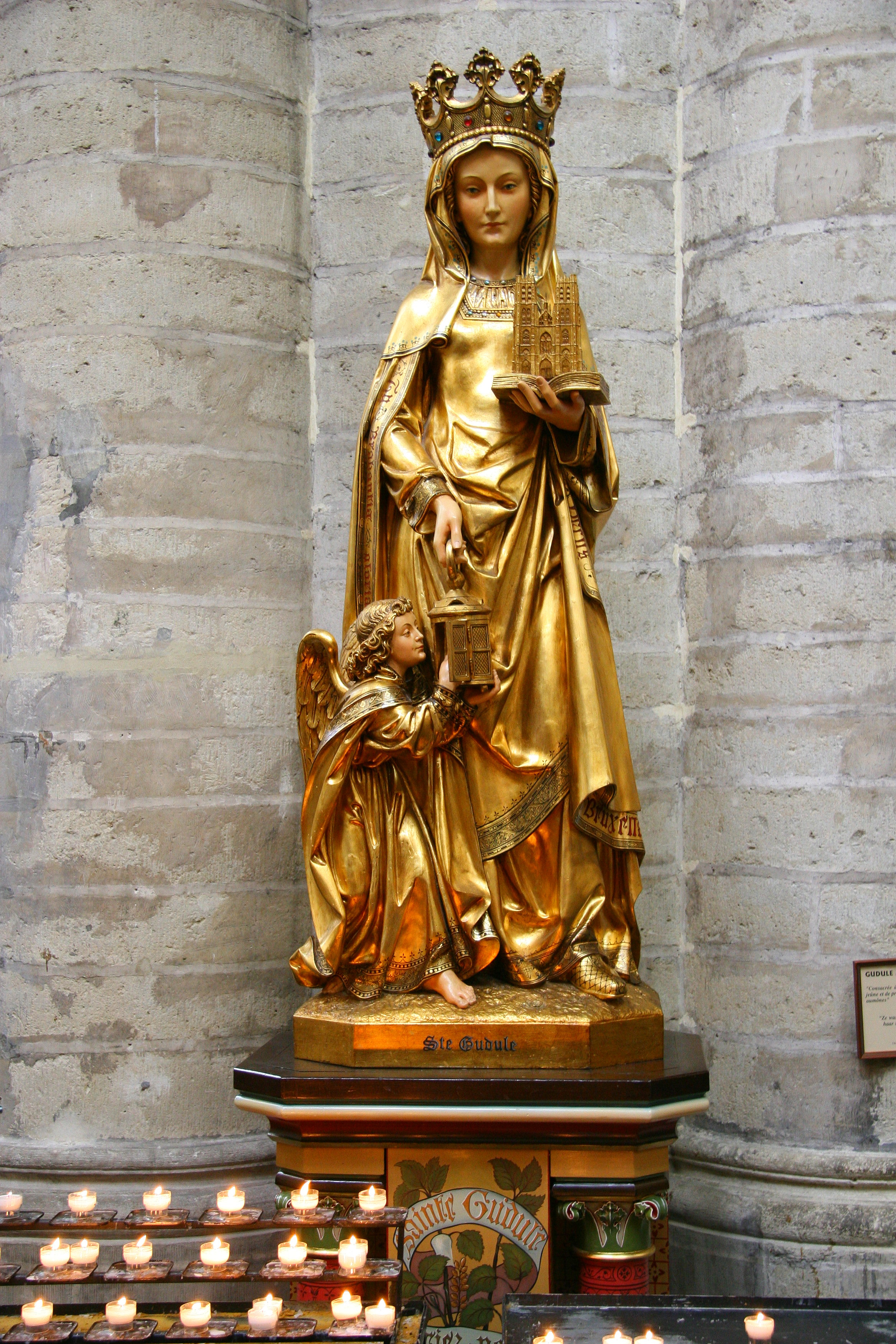
Szent Gudula szobra a brüsszeli Szent Mihály- és Szent Gudula-székesegyházban

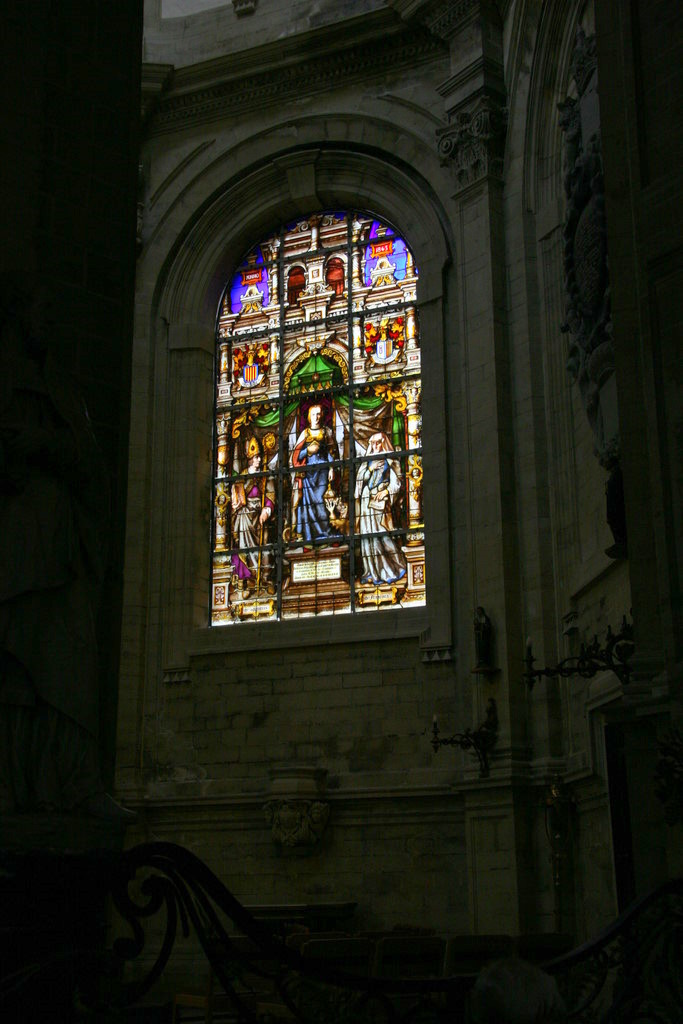
Szent Gudula, kezében lámpással, a Szent Mihály- és Szent Gudula-székesegyház Maes-kápolnájának egyik üvegablakán

Szent Gudulát számos helyhez társítják, ahol tisztelik őt, vagy melyeknek jelentősége van életrajzában: Moorsel (ahol élt), Brüsszel (ahol 1047-ben káptalant alapítottak tiszteletére) és Eibingen (ahol koponyaereklyéjét őrzik). Brabantban általában Goule-nak hívják (latinul Gudula, hollandul Sinte Goedele, franciául Sainte Gudule). Brabant grófságban született (a jelenlegi Belgium területén) és 11. századi életrajza szerint (Vita Gudilae, melyet a Lobbes kolostorban vetettek papírra 1048 és 1051 között) Pipin császár unokaöccsének, Witger lotaringiai hercegnek és Maubeugei Szent Amalbergának volt a lánya. Valószínűleg a 7. században élt (712 ?). Gudula születése után édesanyja, Szent Amalberga a maubeugei kolostorban a vallásos élet iránt kötelezte el magát. A hagyomány szerint közvetlenül Szent Aubert, Cambrai püspöke (668 körül halt meg) kezéből kapta meg a fátylat. Gudula lánytestvérei Szent Pharaildisz és Szent Reinelda voltak, fiútestvére pedig Szent Emebertus térítő püspök (akit gyakran összekevernek a cambrai Ablebertus püspökkel). Unokahúga és tanítványa volt Nivellei Szent Gertrúdnak, aki a vallásos életre nevelte őt. Mélyen vallásos és odaadó személyiség volt, aki imáinak és a templomban töltött időnek élt.
Gudula már kiskorától tiszteletre méltó gyermeknek bizonyult, Reineldával és Emebertussal együtt a jámborság és a derék munka légkörében élt. Gyakran meglátogatta a moorseli templomot, mely a szülői háztól hozzávetőleg 3 kilométerre volt. Hammeban (Brabant, Belgium) halt meg 712-ben természetes halállal, a templom ajtaja előtt temették el.

## Földi maradványai
Hozzávetőleg száz évvel halála után földi maradványait átszállították a moorseli templomba, ahol az oltár mögött temették el. Lotaringiai Károly herceg uralkodása (977-992) alatt, vagy még pontosabban 977 és 988 között a szent maradványait Moorselből átszállították a brüsszeli Szent Gorik kápolnába. Louvaini II. Lambert Balderic gróf (meghalt 1054-ben) 1047-ben káptalant alapított Szent Gudula tiszteletére, és megkérte I. Gerardus cambrai püspököt (meghalt 1051-ben), hogy engedélyezze a szent maradványainak áthelyezését a brüsszeli Szent Mihály templomba. 1330-ban a szent ünnepén bűnbocsánat volt jutalma mindazoknak, akik támogatták a brüsszeli Szent Gudula templom befejezését és feldíszítését. 1576. június 6-án protestánsok dúlták fel és fosztották ki a társaskáptalani templomot, a szent ereklyetartóját feltörték és a maradványokat szétszórták. Szent Gudula koponyaereklyéjét az eibingeni Szent Hildegard katolikus templomban őrzik.

## Legendája, ábrázolása
Szent Gudula gyakran látogatta meg a moorseli templomot kakaskukorékolás előtt. A démon kioltotta a lámpás fényét, melyet a szent magával vitt, hogy így akadályozza meg őt jámbor feladatában. Azonban Gudulának Isten segítséget nyújtott, és a lámpás fénye újra kigyulladt. A  Tremella deliquescens  nevű gombafajt, mely január elején fejleszt termőtestet, úgy is ismerik mint Szent Gudula lámpása (Sinte Goulds lampken), mert még a tél sem tudja kioltani.
E legendával függ össze a szent ikonográfiai ábrázolásmódja is. Szent Gudulát a brüsszeli templom pecsétjén 1446-ban a következő módon ábrázolták: jobb kezében gyertyával, bal kezében lámpással, melyet egy démon igyekszik kioltani. De más ábrázolásmódjai is ismertek: Nő lámpással, melyet az ördög megpróbál elfújni, néha fújtatóval. Fáklyát tartó nő. A régi fafaragók, akik a Német-római Birodalomban született szentek szobrait faragták ki, gyakran ábrázolták Szent Gudulát vékony viaszgyertyával a kezében, mely szokás valószínűleg a párizsi Szent Geneveva szokásból ered.